# St. Florianer Sängerknaben
Die St. Florianer Sängerknaben sind ein Knabenchor aus dem Stift St. Florian in Oberösterreich.

## Geschichte

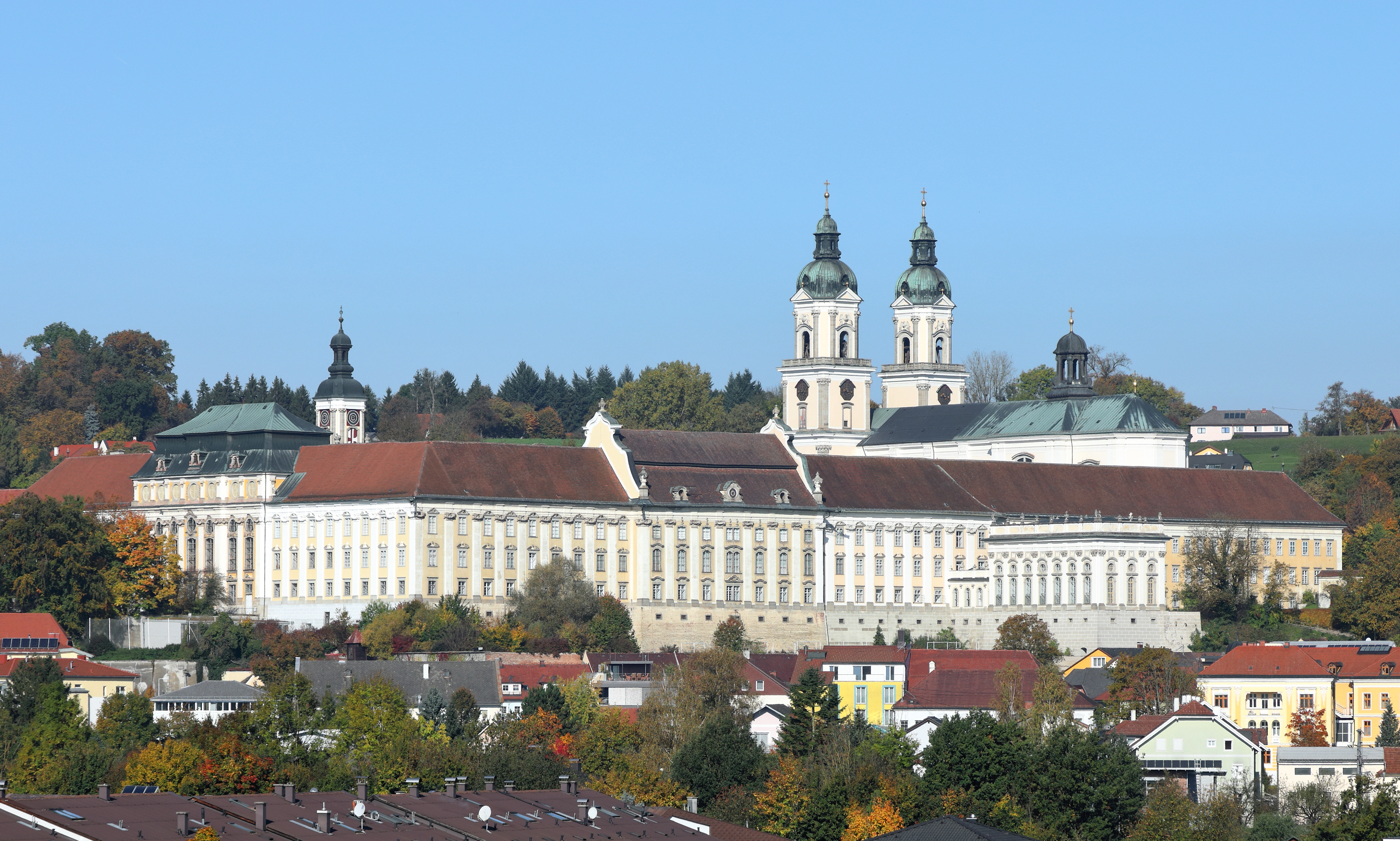
Stift St. Florian

Die Geschichte des in St. Florian nahe Linz gelegenen Stiftes St. Florian geht auf die frühchristliche Begräbnisstätte des Märtyrers Florian von Lorch (304) zurück. Der von Carlo Carlone und Jakob Prandtauer errichtete Barockbau gehört zu den prächtigsten Denkmälern der Baukunst in Österreich. Der Bestand des Sängerknabeninstituts ist seit dem Jahr 1071 nachgewiesen, als die Augustiner-Chorherren das Kloster übernahmen. In den Zeiten von Anton Bruckner gab es nur drei bis vier Knaben, die jeden Tag am Morgen die am Vortag einstudierte Messe vortrugen.
Bis vor wenigen Jahrzehnten waren die Sängerknaben fast ausschließlich für die Gestaltung der Kirchenmusik im Stift zuständig. Unter Hans Bachl (musikalische Leitung) und Präfekt Josef Leitner (Konviktsdirektor) wurden erste Konzertreisen ins Ausland unternommen.
Viele Musiker sind aus den Reihen der Sängerknaben hervorgegangen; der berühmteste ist Anton Bruckner, dessen Name mit St. Florian untrennbar verbunden ist. Auch der in vielen Opernhäusern und Konzerthallen der Welt aufgetretene Tenor Kurt Azesberger kommt aus den Reihen der Sängerknaben.
Um das Repertoire des Knabenchores erweitern zu können, wurde im Jahr 1989 der Männerchor Sängerknaben gegründet. Er besteht größtenteils aus ehemaligen Sängerknaben, die ihre gesangliche Ausbildung fortsetzen bzw. professionell fortgesetzt haben und teilweise auch in anderen renommierten Ensembles tätig sind. Für die stimmliche Aus- bzw. Weiterbildung der Mitglieder dieses Chores gibt es u. a. eine Kooperation mit der Vokalakademie des Landes Oberösterreich.

## Schule
Das Stift führt seit rund 50 Jahren keine Privatschule mehr. Die „Internen“ wohnen im Internat, wo sie in der Regel jedes zweite Wochenende eine Heimfahrtmöglichkeit haben, meist von Samstagmittag/-nachmittag bis Sonntag am Abend, wobei es auch die Möglichkeit gibt, das gesamte Wochenende im Konvikt zu verbringen. Die „Externen“ sind diejenigen, die meist in der näheren Umgebung wohnen. Beide Gruppen besuchen für gewöhnlich die neue Mittelschule St. Florian, in der seit 1991 eine eigens für sie abgestimmte Klasse existiert.

## Konzerte in der ganzen Welt
Ab den 1990er Jahren sind die St. Florianer Sängerknaben durch ihre Reisen um die ganze Welt unter den Knabenchören immer bekannter geworden. So bereiste der Knabenchor Australien (1995), Südamerika (1996, 2000 und 2004), Japan (1987, 1990, 1993, 1997), USA/Kanada (1999, 2003, 2006 und 2014), Südafrika (1998 und 2002), Thailand/Indien (2005), Mexiko (2007, 2017, 2018 und 2022), China (2008, 2016 und 2018), die Vereinigten Arabischen Emirate (2009) sowie Südafrika (2010).

## Mitglieder
Bekannte ehemalige Mitglieder:
- Anton Bruckner (1824–1896), Komponist (Sängerknabe 1837–1839)
- Franz Xaver Müller (1870–1948), Komponist (Sängerknabe 1880–1883)
- Kurt Azesberger (1960–2020), Opernsänger
- Alois Mühlbacher (* 1995), österreichischer Opernsänger, war Solist bei den St. Florianer Sängerknaben (Sängerknabe ab 2005).